# 129026 Conormcmenamin
129026 Conormcmenamin è un asteroide della fascia principale. Scoperto nel 2004, presenta un'orbita caratterizzata da un semiasse maggiore pari a 3,1720117 UA e da un'eccentricità di 0,0884517, inclinata di 17,95905° rispetto all'eclittica.